# Mendhausen
Mendhausen là một đô thị ở huyện Hildburghausen, ở bang Thüringen, Đức. Đô thị này có diện tích 9,96 km², dân số thời điểm ngày 31 tháng 12 năm 2006 là 333 người.